# Donnan de Escocia
Donnan (f. 17 de abril 617) fue un obispo escocés de los siglos VI y VII. Fue asesinado por paganos junto a más de 50 de sus monjes, por lo que se le considera a él y sus compañeros como mártires. Es venerado el 17 de abril y se le considera además patrono de las Islas de Eigg.

## Hagiografía
Donnan nació probablemente en Irlanda, en el siglo VI.

### Amistad con Columba de Iona
Cuando tuvo la edad adecuada se mudó a Escocia, más exactamente a Galloway, donde se hizo discípulo del abad Columba. Según las fuentes, pudo haber sido un poco más joven que Columba, pero de todos modos ambos eran contemporáneos. Se afirma en una vieja leyenda que Columba predijo su asesinato.

### Abad de Iona y evangelizador
Fue elegido por Columba para ser abad en la isla de Iona, y compartir la sede con él. Fue colaborador de Columbia en su obra evangelizadora, siendo el responsable de recorrer pueblos como Perth y Aberdeenshire en Uig, South Suist, Sutherland, Arran y finalmente Eigg.

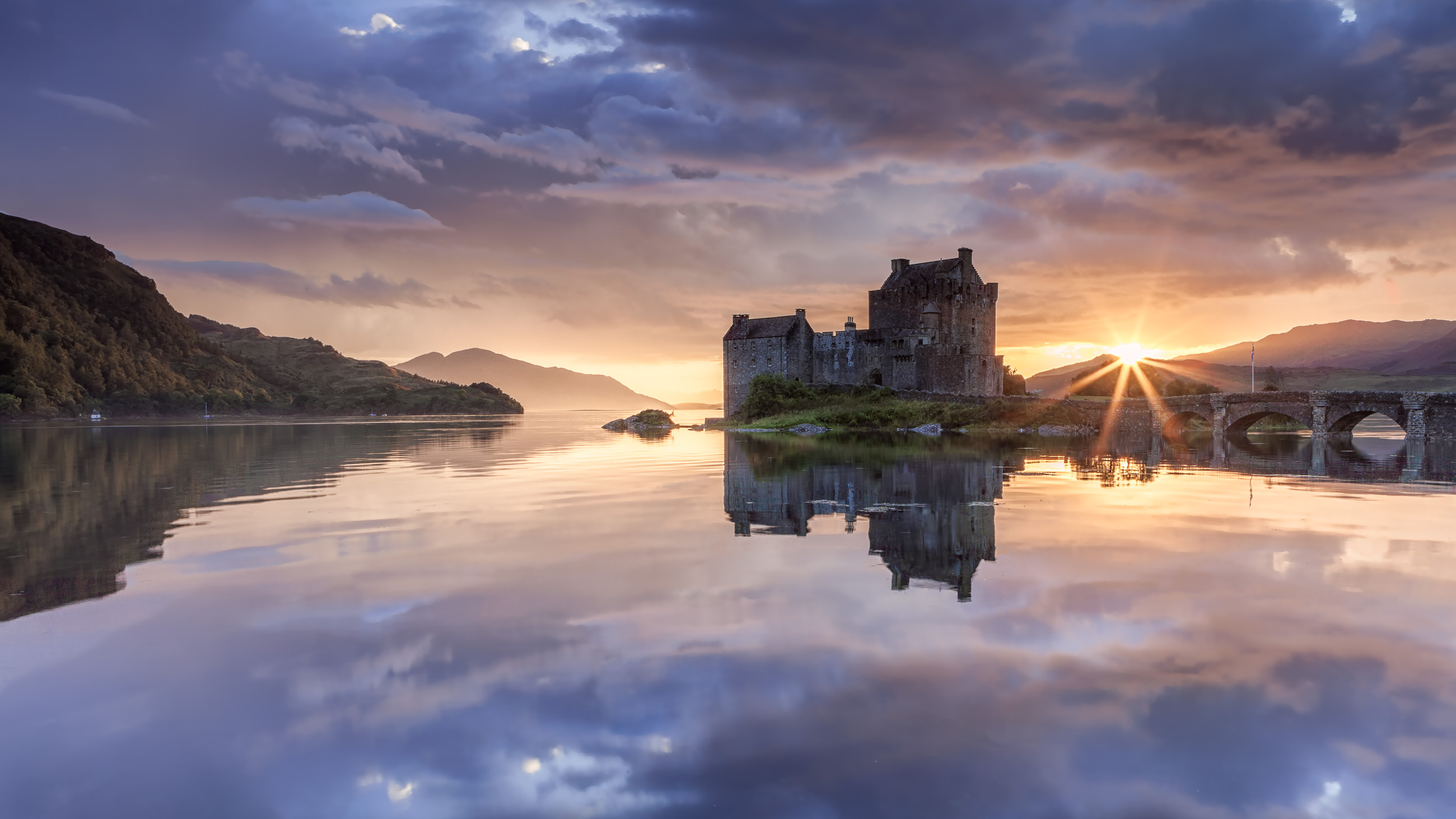
Abadía de Eigg, Escocia

### Abad de Eigg
Poco después, Donnan se separó de Columba y fundó un monasterio en Eigg, siendo el primer abad del convento. Allí se dedicó a la labor propia de un superior monacal. Donnan transformó la región de pastizales para ganado ovino en un centro de formación monacal.

### Martirio
Donnan y 52 de sus monjes estaba celebrando la Misa Pascual del Domingo de Resurrección del 17 de abril del 617, cuando una horda de paganos interrumpieron su celebración, pero el abad solicitó terminar con esta. Se le concedió el deseo y cuando hubo terminado, fueron asesinados a espada.
Se dice que los asesinos fueron enviados por la reina de Eigg, que, molesta con la incursión de Donnan en los terrenos de sus ganados, envió a unos piratas para que consumaran el delito.